# Palácio de Ferro
O Palácio de Ferro é um edifício histórico de Luanda, em Angola, que se crê ser da autoria de Gustave Eiffel. Porém, 2015 a Embaixada de França em Angola classificou o Palácio de Ferro como uma obra de autoria de Gustave Eiffel.[carece de fontes?]

## Estrutura
O edifício possuiu uma original decoração em filigrana metálica e tem um soberbo avarandado envolvente, sendo sem sombra de duvida, o melhor exemplar da arquitectura do ferro em Angola.

## Origem
A história do edifício está envolta em mistério, já que não existem registos da sua origem. Acredita-se que a estrutura em ferro forjado tenha sido construída na década de 1880 ou 90 em França, como pavilhão para uma exposição, e posteriormente desmontado e transportado de barco com destino provável a Madagáscar.
Existe alguma especulação sob a forma como chegou a Angola. Segundo algumas fontes, o navio que o transportava acabou por ser desviado da sua rota pela Corrente de Benguela, naufragando perto da Costa dos Esqueletos em território angolano. Outras fontes indicam que o mesmo acabou por ser desembarcado em Luanda e vendido em hasta pública, tendo sido arrematado pela Companhia Comercial de Angola que, de facto, adquiriu o Palácio de ferro nos finais do século XIX / princípios do século XX. A Companhia Comercial de Angola - CCA - era a maior empresa comercial de Africa em finais do seculo XIX, principios do seculo XX, e pertencia a três grandes capitalistas da época : António de Sousa Lara, João Ferreira Gonçalves (Ferreira Marques & Fonseca) e Bensaude.

## Uso
Durante o período colonial o edifício gozava de grande prestígio e foi usado como centro de arte. Após a independência de Angola e a subsequente Guerra Civil Angolana, o palácio entrou em ruína e o espaço envolvente foi transformado num parque de estacionamento.
Após o restauro, efectuado em 2009 pela empresa de Construtora Odebrecht (atual OEC), através do financiamento da empresa diamantífera angolana Endiama, o edifício foi inteiramente restaurado , o edifício ficou entregue ao Ministério da Cultura de Angola que ainda está ainda a decidir a utilização futura do espaço: um museu dos diamantes ou um restaurante parecem ser as opções mais prováveis, sendo também as hipóteses de ser um centro cultural ou a sede do ministério da cultura também consideradas.